# Heinrich von Buddenbrock
Heinrich Maximilian Guido Freiherr von Buddenbrock (* 11. September 1797 in Pläswitz im Landkreis Striegau; † 13. April 1859 in Königsberg) war ein preußischer Generalmajor.

## Leben

### Herkunft und Familie
Heinrich war Angehöriger der Freiherren von Buddenbrock. Seine Eltern waren der preußische Major Karl Maximilian von Buddenbrock (1772–1826) und Marianne Dorothea, geborene von der Marwitz (1774–1843).
Er vermählte sich 1828 mit Jeannette von Rosenberg-Gruszczynska (1803–1844), einer Tochter des preußischen Generalmajors Adolf von Rosenberg-Gruszczynski (1779–1844). Aus der Ehe sind sechs Kinder hervorgegangen.

### Werdegang
Buddenbrock begann seine Laufbahn in der preußischen Armee 1815 als Kürassier im Ostpreußischen Kürassier-Regiment. 1816 war er Unteroffizier im 1. Garde-Regiment zu Fuß und avancierte zum Portepeefähnrich und zum Sekondeleutnant. Er stieg 1835 zum Premierleutnant auf und wurde 1835 Kapitän und Kompaniechef. 1841 wurde er dem Regiment aggregiert und Kommandeur der Schulabteilung des Lehr-Infanterie-Bataillons. Seine Beförderung zum Major erfolgte 1843. Er wurde 1846 in das 1. Garde-Regiment zu Fuß einrangiert und 1848 Kommandeur des I. Bataillons. Nach seinem Aufstieg zum Oberstleutnant 1851 wurde er Kommandant von Glogau und à la suite des Regiments gestellt. 1852 wurde er zum Oberst befördert und war ab 1854 Kommandeur der 3. Infanterie-Brigade. Mit seinem Aufstieg zum Generalmajor 1857 wurde er Kommandant von Königsberg.